# Malawi Airlines
 (novembre 2023).
La mise en forme du texte ne suit pas les recommandations de Wikipédia : il faut le « wikifier ».
Les points d'amélioration suivants sont les cas les plus fréquents. Le détail des points à revoir est peut-être précisé sur la page de discussion.
- Les titres sont pré-formatés par le logiciel. Ils ne sont ni en capitales, ni en gras.
- Le texte ne doit pas être écrit en capitales (les noms de famille non plus), ni en gras, ni en italique, ni en « petit »…
- Le gras n'est utilisé que pour surligner le titre de l'article dans l'introduction, une seule fois.
- L'italique est rarement utilisé : mots en langue étrangère, titres d'œuvres, noms de bateaux, etc.
- Les citations ne sont pas en italique mais en corps de texte normal. Elles sont entourées par des guillemets français : « et ».
- Les listes à puces sont à éviter, des paragraphes rédigés étant largement préférés. Les tableaux sont à réserver à la présentation de données structurées (résultats, etc.).
- Les appels de note de bas de page (petits chiffres en exposant, introduits par l'outil «  Source ») sont à placer entre la fin de phrase et le point final[comme ça].
- Les liens internes (vers d'autres articles de Wikipédia) sont à choisir avec parcimonie. Créez des liens vers des articles approfondissant le sujet. Les termes génériques sans rapport avec le sujet sont à éviter, ainsi que les répétitions de liens vers un même terme.
- Les liens externes sont à placer uniquement dans une section « Liens externes », à la fin de l'article. Ces liens sont à choisir avec parcimonie suivant les règles définies. Si un lien sert de source à l'article, son insertion dans le texte est à faire par les notes de bas de page.
- La présentation des références doit suivre les conventions bibliographiques. Il est recommandé d'utiliser les modèles {{Ouvrage}}, {{Chapitre}}, {{Article}}, {{Lien web}} et/ou {{Bibliographie}}. Le mode d'édition visuel peut mettre en forme automatiquement les références.
- Insérer une infobox (cadre d'informations à droite) n'est pas obligatoire pour parachever la mise en page.

Pour une aide détaillée, merci de consulter Aide:Wikification.
Si vous pensez que ces points ont été résolus, vous pouvez retirer ce bandeau et améliorer la mise en forme d'un autre article.
From the warm heart of Africa
Malawi Airlines (appelée Malawian Airlines jusqu'en 2016) est la compagnie aérienne nationale du Malawi, avec son hub à l'aéroport international de Lilongwe. Elle a été créée en 2013 après la faillite d'Air Malawi, l'ancienne compagnie aérienne nationale. Ethiopian Airlines l'exploite dans le cadre d'un contrat de gestion et détient 49% de la compagnie aérienne après qu'elle soit devenue gagnante à l'issue d'un appel d'offres. Non rentable depuis sa création, la compagnie a enregistrée son premier bénéfice de 4 milliards MWK (4 millions USD) en 2021.

## Histoire
La compagnie aérienne a été créée en juillet 2013, après la faillite de la compagnie nationale Air Malawi,. Un accord fut signé avec Ethiopian Airlines qui permettrait à ce transporteur de gérer la nouvelle compagnie, en plus de détenir une participation de 49 % dans Malawi Airlines,.

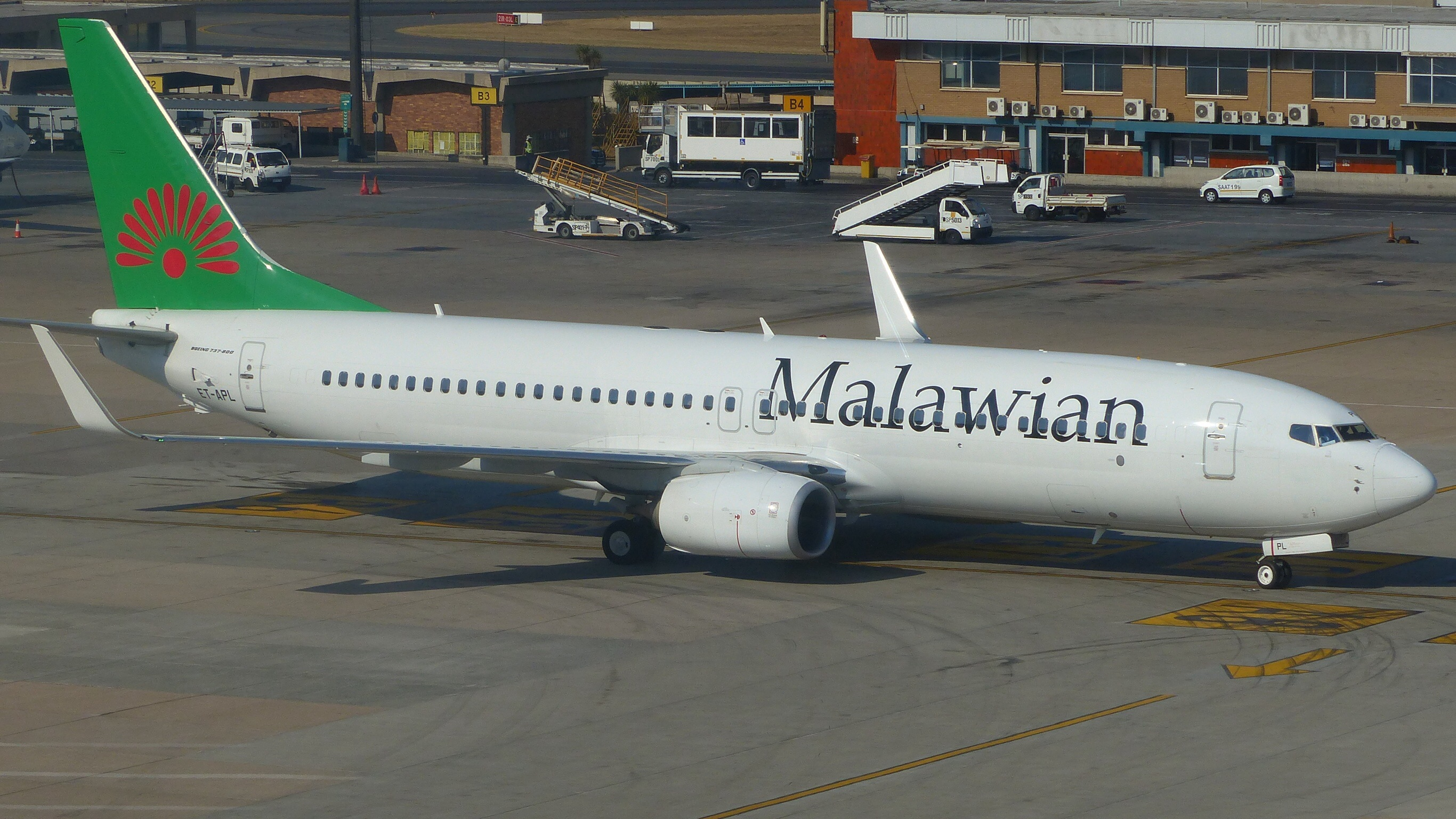
Le Boeing 737-800 de Malawi Airlines en septembre 2014

Les opérations ont débuté le 31 janvier 2014 desservant la liaison intérieure Blantyre – Lilongwe à l'aide d'un turbopropulseur Dash-8 de 67 places,. La compagnie a lancé son premier service international vers Harare le 3 février 2014. Johannesburg a été ajoutée au réseau de routes deux semaines plus tard, le 17 février et Dar es Salaam a été constituée le 18 février.

### Résultats financiers
Malawi Airlines n'était pas rentable depuis sont lancement en 2014 et cumulait des dettes de 13,83 milliards MWK (17,54 millions USD). Cependant, en juin 2022, la compagnie aérienne a annoncé qu'elle avait enregistré sa première année rentable avec des bénéfices de 4 milliards MWK (4 millions USD) en 2021,.

## Destinations
En octobre 2023, Malawi Airlines dessert les destinations suivantes,,. Elle prévoit également de lancer prochainement des vols vers Nampula, Kigali et Entebbe.
| Pays           | Ville         | Aéroport                              | Début           | Réfs   |
| -------------- | ------------- | ------------------------------------- | --------------- | ------ |
| Kenya          | Nairobi       | Aéroport international Jomo-Kenyatta  | 29 mars 2017    |        |
| Malawi         | Blantyre      | Aéroport international de Chileka     | 31 janvier 2014 | [ 8 ]  |
| Malawi         | Lilongwe      | Aéroport international de Kamuzu      | Hub             |        |
| Afrique du Sud | Johannesbourg | Aéroport international OR Tambo       | 17 février 2014 | [ 17 ] |
| Tanzanie       | Dar es Salam  | Aéroport international Julius Nyerere | 18 février 2014 | [ 18 ] |
| Zambie         | Lusaka        | Aéroport international Kenneth Kaunda | 17 février 2014 | [ 19 ] |
| Zimbabwe       | Harare        | Aéroport international d'Harare       | 3 février 2014  | [ 20 ] |

## Flotte
La flotte de la compagnie aérienne se compose des avions suivants, qui sont d'anciens appareils d'Ethiopian Airlines. Elle exploitait jusqu'en octobre 2023 un Bombardier Q400, qui a été remplacé par un deuxième Boeing 737.
| Appareil       | En service | Commandes | Passagers | Passagers | Passagers | Remarques |
| Appareil       | En service | Commandes | J         | Y         | Total     | Remarques |
| -------------- | ---------- | --------- | --------- | --------- | --------- | --------- |
| Boeing 737-800 | 1          | –         | 16        | 138       | 154       |           |
| Boeing 737-700 | 1          | –         | 2         | 116       | 118       | [ 22 ]    |
| Total          | 2          | -         |           |           |           |           |